# Молодіжна збірна Румунії з хокею із шайбою
Молодіжна збірна Румунії з хокею із шайбою — національна молодіжна збірна команда Румунії, складена з гравців віком не більше 20 років, яка представляє свою країну на міжнародних змаганнях з хокею із шайбою. Управління збірною здійснюється Румунською хокейною федерацією. 

## Історія
Молодіжна збірна Румунії є постійним учасником чемпіонатів світу серед молодіжних команд з 1983 року, найвище досягнення це друге місце на чемпіонаті світу 1988 року у групі «В».

## Результати на чемпіонатах світу
- 1983 – Закінчили на 1-му місці (Група «С»)
- 1984 – Закінчили на 7-му місці (Група «В»)
- 1985 - Закінчили на 7-му місці (Група «В»)
- 1986 - Закінчили на 4-му місці (Група «В»)
- 1987 – Закінчили на 6-му місці (Група «В»)
- 1988 – Закінчили на 2-му місці (Група «В»)
- 1989 – Закінчили на 3-му місці (Група «В»)
- 1990 – Закінчили на 7-му місці (Група «В»)
- 1991 – Закінчили на 5-му місці (Група «В»)
- 1992 – Закінчили на 5-му місці (Група «В»)
- 1993 – Закінчили на 7-му місці (Група «В»)
- 1994 – Закінчили на 8-му місці (Група «В»)
- 1995 – Закінчили на 6-му місці (Група «С1»)
- 1996 – Закінчили на 6-му місці (Група «С»)
- 1997 – Закінчили на 6-му місці (Група «С»)
- 1998 – Закінчили на 8-му місці (Група «С»)
- 1999 – Закінчили на 3-му місці (Група «D»)
- 2000 – Закінчили на 2-му місці (Група «D»)
- 2001 – Закінчили на 3-му місці (Дивізіон III)
- 2002 – Закінчили на 4-му місці (Дивізіон III)
- 2003 – Закінчили на 3-му місці (Дивізіон II Група «А»)
- 2004 – Закінчили на 2-му місці (Дивізіон II Група «А»)
- 2005 – Закінчили на 2-му місці (Дивізіон II Група «А»)
- 2006 – Закінчили на 3-му місці (Дивізіон II Група «А»)
- 2007 – Закінчили на 2-му місці (Дивізіон II Група «А»)
- 2008 – Закінчили на 5-му місці (Дивізіон II Група «А»)
- 2009 – Закінчили на 6-му місці (Дивізіон II Група «А»)
- 2010 – Закінчили на 3-му місці (Дивізіон II Група «В»)
- 2011 – Закінчили на 4-му місці (Дивізіон II Група «В»)
- 2012 – Закінчили на 1-му місці (Дивізіон II Група «В»)
- 2013 – Закінчили на 3-му місці (Дивізіон II Група «А»)
- 2014 – Закінчили на 5-му місці (Дивізіон II Група «А»)
- 2015 – Закінчили на 6-му місці (Дивізіон II Група «А»)
- 2016 – Закінчили на 1-му місці (Дивізіон II Група «B»)
- 2017 – Закінчили на 3-му місці (Дивізіон II Група «А»)
- 2018 – Закінчили на 5-му місці (Дивізіон II Група «А»)
- 2019 – Закінчили на 4-му місці (Дивізіон II Група «А»)
- 2020 – Закінчили на 4-му місці (Дивізіон II Група «А»)
- 2021 – Турніри дивізіонів I, II та III скасовано через пандемію COVID 19.
- 2022 – Закінчили на 6-му місці (Дивізіон II Група «А»)
- 2023 – Закінчили на 6-му місці (Дивізіон II Група «A»)
- 2024 – Закінчили на 1-му місці (Дивізіон II Група «B»)
- 2025 – Закінчили на 2-му місці (Дивізіон II Група «А»)